# 에핑의 숲

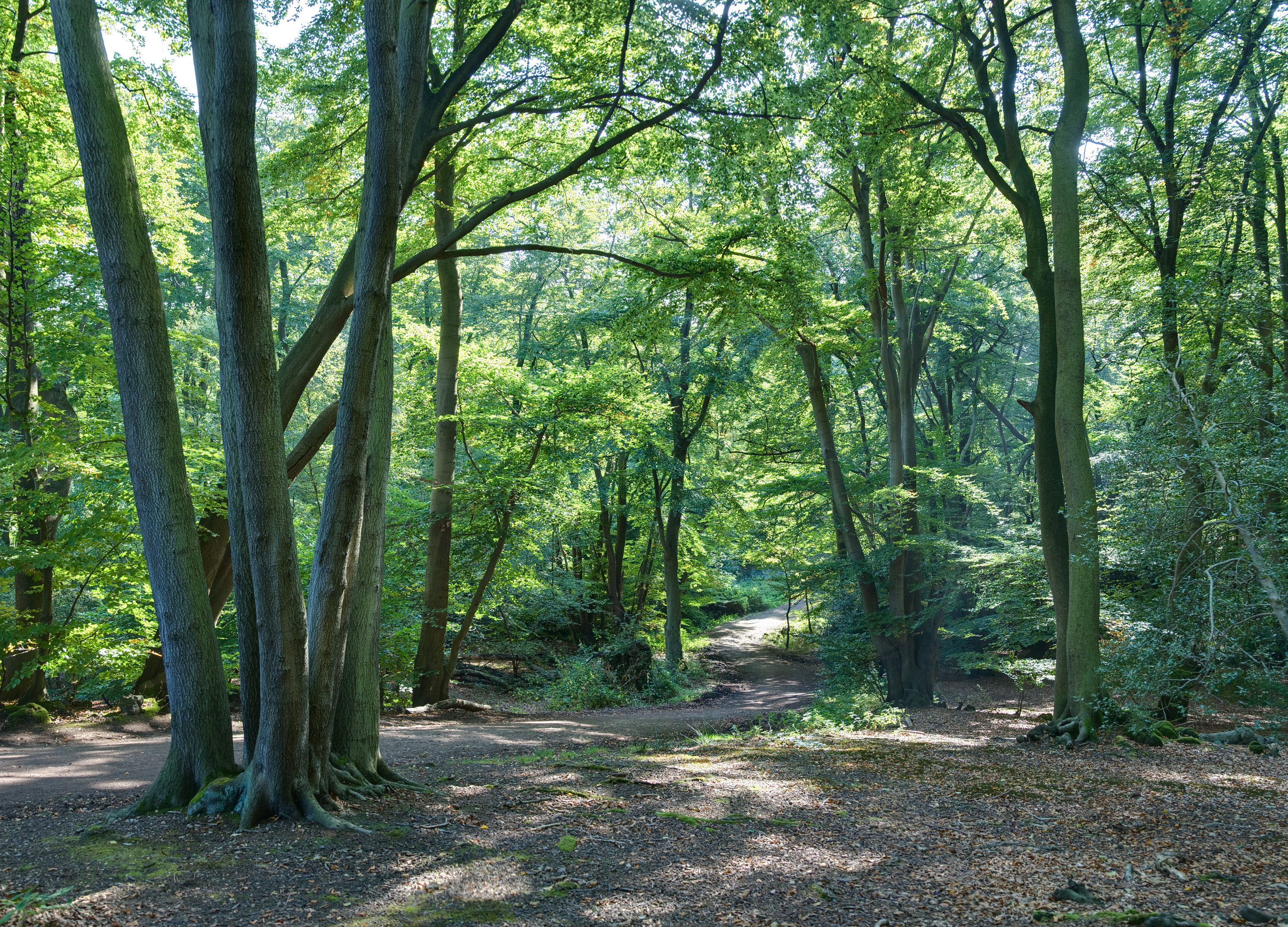
에핑의 숲

에핑의 숲은 영국 잉글랜드 동부 런던의 동북쪽에 있는 숲이다. 원래 왕실 소유였다.